# Eerste brief van Johannes
De Eerste brief van Johannes (vaak kortweg 1 Johannes genoemd) behoort tot de algemene zendbrieven in het Nieuwe Testament van de Bijbel en is de eerste van de drie Brieven van Johannes. De brief is net als de vier Evangelies niet ondertekend (anoniem), maar werd traditioneel aan de apostel Johannes toegeschreven, de veronderstelde schrijver van het Evangelie van Johannes, ondanks de verschillen in thematiek en de latere datering. De brief is geschreven in het Koinè-Grieks. Er zijn overeenkomsten met de andere twee brieven van Johannes, de Tweede brief van Johannes en de Derde brief van Johannes. 

## Auteur
De brief vermeldt geen auteur. Al vroeg in de traditie werd de apostel Johannes aan deze brief en de twee andere Johannesbrieven verbonden. 
De drie Johannesbrieven vertonen inderdaad wel overeenkomsten in stijl en thematiek met elkaar maar juist niet met het Evangelie volgens Johannes en ook niet met de Openbaring van Johannes.
Volgens nieuwtestamenticus Richard Bauckman was Johannes de Presbyter de auteur van het Evangelie volgens Johannes en de drie Johannesbrieven, terwijl meestal wordt aangenomen dat Johannes de Presbyter alleen 2 en 3 Johannes schreef.
Het vraagstuk over het auteurschap van de werken die aan de apostel Johannes werden toegeschreven, heet ook wel het Johanneïsch vraagstuk.

## Datering en plaats
Ook hier valt niets met zekerheid te zeggen, maar men gaat ervan uit dat de eerste Johannesbrief ontstaan is aan het eind van de eerste eeuw, of het begin van de tweede eeuw, in ieder geval later dan het Johannesevangelie. Waarschijnlijk is de tekst ontstaan in Klein-Azië, meer in het bijzonder in Efeze.

## Inhoud

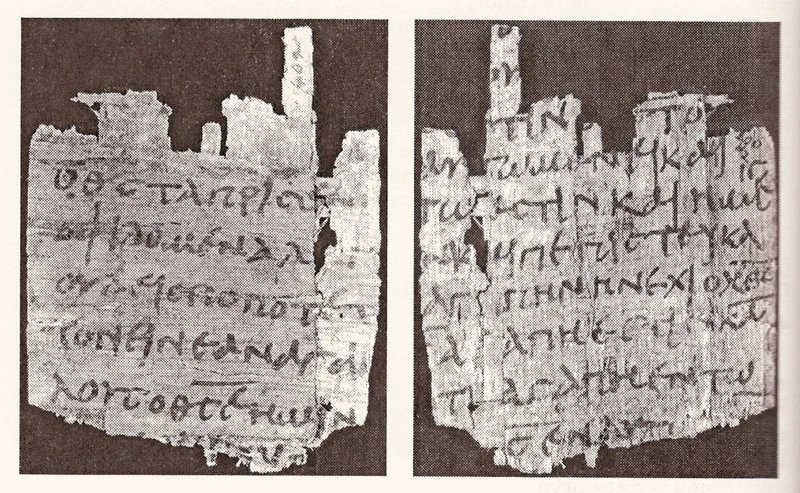
Papyrus 9 (begin 3e eeuw) bevat twee van de oudst bekende fragmenten van 1 Johannes: verzen 4:11-12 en 4:14-17.

De eerste Johannesbrief behoort tot de algemene zendbrieven en telt vijf hoofdstukken. Het is geen echte brief: er wordt, in tegenstelling tot de andere twee Johannesbrieven, geen geadresseerde genoemd en de aanhef en slotgroet ontbreken. Het gaat waarschijnlijk om een verhandeling of een pastoraal rondschrijven, bestemd voor een of meer bij de schrijver bekende, maar niet met name genoemde, gemeenten.
De lezers worden door de auteur aangesproken als "kinderen", "lieve kinderen", "broeders" en "geliefden". Omdat dit in de Wijsheidsliteratuur ook vaak gebeurde, wordt deze brief weleens een "wijsheidsgeschrift" genoemd, waarin een levensleer verkondigd wordt die de lezers tot volheid van leven zal brengen.
De brief behandelt zonder duidelijke opbouw een aantal thema's, waarvan de menswording van Christus een van de belangrijkste is. Binnen de johanneïsche gemeenschap is er blijkbaar twijfel en onenigheid ontstaan over de vraag of Jezus echt mens is geweest. Er is mogelijk zelfs al sprake van dat een groep met aan het docetisme verwante denkbeelden over de menswording van Jezus zich heeft afgescheiden. De schrijver benadrukt dat de ontkenning van Jezus' menswording een dwaling is en hij noemt de verkondigers van deze dwaalleer antichristen. Andere dwalingen waar de schrijver aandacht aan besteedt zijn onder andere het ontkennen van de zondige aard van de mens en het ontkennen dat Jezus de Christus, dat wil zeggen Messias of "verlosser", is.

### God is liefde
De tekst benadrukt dat de gelovigen elkaar moeten liefhebben, "want de liefde komt uit God voort. Ieder die liefheeft is uit God geboren en kent God". En "Wie niet liefheeft kent God niet want God is liefde" "Niemand heeft God ooit gezien", maar als de gelovigen liefhebben, blijft God in hen. De tekst herhaalt nog eens, dat God liefde is: "We hebben Gods liefde, die in ons is, leren kennen en vertrouwen daarop. God is liefde. Wie in de liefde blijft, blijft in God, en God blijft in hem."

## Comma Johanneum
Het Comma Johanneum, I Johannes 5:7b,8a, ooit van belang als veronderstelde enige bewijsplaats in de Bijbel voor de Drie-eenheid van God, Jezus Christus en de Heilige Geest, kwam naar de overtuiging van vrijwel alle deskundigen oorspronkelijk niet in de brief voor. Vermoedelijk is dit vers ontstaan als later bijgeschreven opmerking, een glosse in de Vulgaat.